# Berlin für Helden
Berlin für Helden ist ein deutscher Liebesfilm aus dem Jahr 2012 des Regisseurs Klaus Lemke mit Saralisa Volm.

## Handlung
Fünf junge Menschen, die in Berlin in den Tag hinein leben – Saralisa kommt mit dem Zug am Hauptbahnhof an, frisch getrennt von ihrem Freund. Anna und Henning fahren stattdessen mit dem Auto in die Hauptstadt. Doch dort lässt sie ihn einfach stehen: „Amüsier dich doch mal, mach doch mal was!“ Daraufhin versucht sich Henning als Kleinunternehmer und gründet einen Kurierdienst mit dem Namen „Cash und keine Fragen“. Anna hat währenddessen ein Date mit dem italienischen Musiker Marco. Dieser landet aber schon in der nächsten Nacht mit Saralisa in der Kiste. Ihr Ex-Freund Andreas, Schauspieler am Theater, ist allerdings wenig erfreut, als er sie mit dem kleinwüchsigen Italiener in einem Berliner Café sieht. „Man muss schon nach Berlin fahren, um mal so richtig durchgevögelt zu werden!“, antwortet Saralisa auf Andreas Verwunderung. So kreuzen sich all ihre Wege und sie landen in verschiedensten Konstellationen miteinander im Bett.

## Hintergrund
- Berlin für Helden startete am 5. April 2012 in den deutschen Kinos.[2]
- Die DVD erschien am 7. Dezember 2012 in Deutschland.
- Alle Darsteller treten in ihrer Rolle unter ihrem bürgerlichen Namen auf.
- Gegen die Nicht-Nominierung bei der Berlinale 2012 protestierte Lemke mit der Aktion „Occupy Berlinale“ und seinem blanken Hintern vor dem roten Teppich des Filmfests.

## Kritiken
- „Ein wilder bizarrer Liebesfilm“ – epd Film
- „Der 1941 geborene Klaus Lemke hat erstmals einen Berlin-Film gedreht – und zwar den wohl treffendsten über die ach so hippe Mitte der Hauptstadt. Mitreißend.“ – Jan Gympel, Der Tagesspiegel.[3]
- „Lemke ist einer der letzten echten Autorenfilmer und definitiv einer der letzten Cowboys. Berlin für Helden sieht wie das Schwabing von 1966 aus. Bohème, wohin man schaut. Ja, vielleicht ist Berlin heute so, wie München mal war.“ – Harald Martenstein, Der Tagesspiegel.[4]
- „Er fand Berlin lange doof, aber jetzt hat Klaus Lemke doch einen Film in der Hauptstadt gedreht. Der ewige Rocker des deutschen Kinos findet seine Wahrheiten dort erneut in Kneipen und Milieus, in Suff und Kokain. Aber die Cowboys und fatalen Mädchen sind neu.“ – Jan Füchtjohann, Süddeutsche Zeitung.[5]